# Costa d'Amalfi Furore bianco
Il Costa d'Amalfi Furore bianco è un vino DOC la cui produzione è consentita nella provincia di Salerno.

## Caratteristiche organolettiche
- colore: paglierino più o meno intenso
- odore: delicato, gradevole
- sapore: asciutto, di giusto corpo, aromatico

## Abbinamenti consigliati
Piatti a base di pesce, in particolare crostacei e frutti di mare, formaggi di media stagionatura.

## Produzione
Provincia, stagione, volume in ettolitri
- nessun dato disponibile